# François Arago

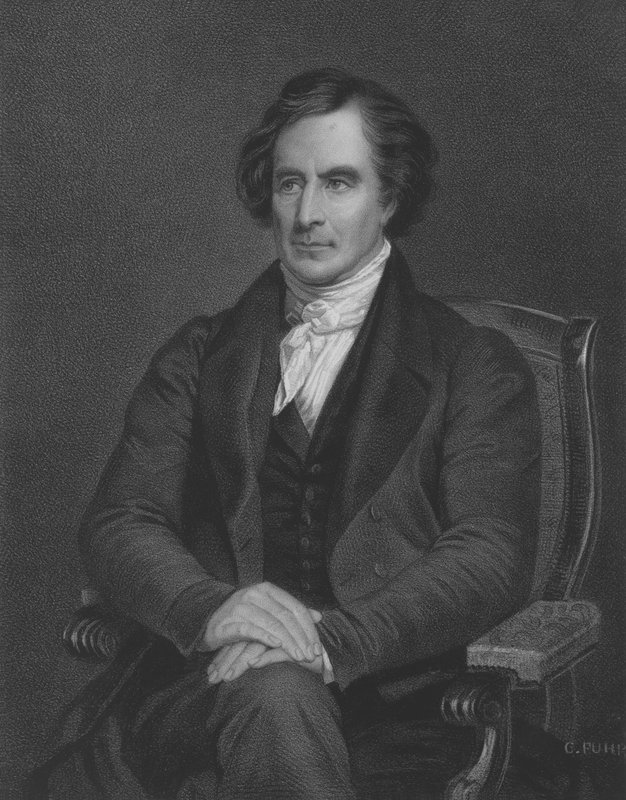
François Arago

François Jean Dominique Arago (în catalană: Francesc Joan Domènec Aragó) (n. 26 februarie 1786, Estagel, Languedoc-Roussillon, Franța – d. 2 octombrie 1853, Paris, Franța) a fost un matematician, fizician, astronom și om politic francez de origine catalană.
A adus contribuții importante în studiul electromagnetismului, cum ar fi studiul rotației magnetice și al magnetizării bobinelor parcurse de curenți electrici. Este inventator al electromagnetului.
Alături de Fresnel, a descoperit principiile care stau la baza polarizării luminii și a adus argumente că lumina ar fi o undă electromagnetică.
A mai studiat viteza luminii, lungimea meridianului terestru (lucru care a condus la standardizarea sistemului de lungimi).
În domeniul astronomiei, Arago a studiat: coroana solară, diametrul planetelor și a demonstrat că licărirea stelelor se datorează interferenței luminii.

## Legături externe
- en  NNDB
- en  MacTutor History
- en  Arago's Disk Arhivat în 3 octombrie 2011, la Wayback Machine.
- Lucrări de François Arago la Proiectul Gutenberg
- Opere de sau despre François Arago la Internet Archive
- Lucrări de François Arago la LibriVox (cărți audio aflate în domeniul public)
- Obituary Monthly Notices of the Royal Astronomical Society, 1854, volume 14, page 102
- O'Connor, John J.; Robertson, Edmund F., „François Arago”, MacTutor History of Mathematics archive, University of St Andrews.
- The 0 meridian in Paris misused in The Da Vinci Code is in fact an art project by the Dutch artist Jan Dibbets (1941) made in 1987 as a tribute to the astronomer François Arago (1786–1853)
- S.V. Arago The study association for applied physics (Dutch) at the University of Twente is named after François Arago.
- Portrait of Francois F. Arago from the Lick Observatory Records Digital Archive, UC Santa Cruz Library's Digital Collections Arhivat în 27 mai 2015, la Wayback Machine.